# Dụ ngôn Người gieo giống
Người Gieo giống là dụ ngôn của Chúa Giê-su được chép trong ba sách Phúc âm đồng quan (Mark 4. 1-20 , Matthew 13. 1-23 , và Luca 8. 1-15 ) cũng như trong thứ kinh Phúc âm Thomas (Thomas 9).

## Phúc âm Matthew
Cũng ngày ấy, Chúa Giê-su ra khỏi nhà, ngồi bên mé biển. Đoàn dân nhóm họp xung quanh Ngài đông lắm, đến nỗi Ngài phải xuống thuyền mà ngồi, còn cả đoàn dân đứng trên bờ. Ngài dùng Ví dụ mà giảng nhiều điều cùng họ. Ngài phán như vầy: Có người gieo giống đi ra đặng gieo. Khi đương gieo, một phần giống rơi dọc đường, chim bay xuống và ăn. Một phần khác rơi nhằm chỗ đất đá sỏi, chỉ có ít đất thịt, bị lấp không sâu liền mọc lên; song khi mặt trời mọc lên, thì bị đốt, và vì không có rễ, nên phải héo. Một phần khác rơi nhằm bụi gai, gai mọc rậm lên, phải nghẹt ngòi. Một phần khác nữa rơi nhằm chỗ đất tốt, thì sanh trái; hoặc một hạt ra được một trăm, hoặc một hạt sáu chục, hoặc một hạt ba chục. Ai có tai, hãy nghe!
Môn đồ bèn đến gần Ngài mà hỏi rằng: Sao thầy dùng ví dụ (dụ ngôn) mà phán cùng họ vậy? Ngài đáp rằng: Bởi vì đã ban cho các ngươi được biết những điều mầu nhiệm của nước thiên đàng, song về phần họ, thì không ban cho biết. Vì sẽ cho thêm kẻ nào đã có, thì họ sẽ được dư dật; nhưng kẻ nào không có, thì lại cất luôn điều họ đã có nữa. Vậy nên ta phán ví dụ cùng họ; vì họ xem mà không thấy, lắng tai mà không nghe, và không hiểu chi hết. Vậy, về họ, đã được ứng nghiệm lời tiên tri Isaiah rằng:
Các ngươi sẽ lóng tai nghe mà chẳng hiểu chi;
Lấy mắt xem mà chẳng thấy chi,
Vì lòng dân này đã cứng cỏi;
Đã làm cho nặng tai,
Và nhắm mắt mình lại,
E khi mắt mình thấy được,
Tai mình nghe được,
Lòng mình hiểu được,
Họ tự hối cải lại,
Và ta chữa họ được lành chăng.
Nhưng phước cho mắt các ngươi, vì thấy được; phước cho tai các ngươi, vì nghe được! Quả thật, ta nói cùng các ngươi, có nhiều đấng tiên tri, nhiều người công chính đã ao ước thấy điều các ngươi thấy, mà chẳng được thấy; ước ao nghe điều các ngươi nghe, mà chẳng được nghe.
Ấy vậy, các ngươi hãy nghe nghĩa ví dụ về kẻ gieo giống là gì. Khi người nào nghe đạo nước thiên đàng, mà không hiểu, thì quỷ dữ đến cướp điều đã gieo trong lòng mình; ấy là kẻ chịu lấy hạt giống rơi ra dọc đàng. Người nào chịu lấy hạt giống nơi đất đá sỏi, tức là kẻ nghe đạo, liền vui mừng chịu lấy; song trong lòng không có rễ, chỉ tạm thời mà thôi, đến khi vì đạo mà gặp sự cực khổ, sự bắt bớ, thì liền vấp phạm. Kẻ nào chịu lấy hạt giống nơi bụi gai, tức là kẻ nghe đạo; mà sự lo lắng về đời này, và sự mê đắm về của cải, làm cho nghẹt ngòi đạo và thành ra không kết quả. Song, kẻ nào chịu lấy hạt giống nơi đất tốt, tức là kẻ nghe đạo và hiểu; người ấy được kết quả đến nỗi một hạt ra một trăm, hạt khác ra sáu chục, hạt khác ba chục.
Ba sách phúc âm đồng quan (phúc âm nhất lãm) thuật lại việc Chúa Giê-xu trích dẫn sách Isaiah, "Các ngươi hãy nghe, nhưng chẳng hiểu chi; hãy xem, nhưng chẳng thấy chi" vì họ là những kẻ "nặng tai, nhắm mắt, e rằng họ thấy được, nghe được, hiểu được, bèn trở lại mà được chữa lành chăng!" (Isaiah 6. 9,10). Các sách phúc âm giải thích dụ ngôn như sau:
- Người gieo giống đi ra gieo lời của Thiên Chúa.
- Hạt giống rơi dọc đường biểu thị cho những người nghe phúc âm thì tiếp nhận, nhưng đánh mất liền sau đó – theo các sách phúc âm, kẻ dữ (lời của Matthew), hoặc Satan (theo Mark) là kẻ đến cướp mất lời Thiên Chúa khỏi lòng người tiếp nhận.
- Hạt giống rơi trên đất đá sỏi biểu thị cho những người nghe phúc âm, tiếp nhận cách sơ sài – họ sẽ mau chóng chối bỏ phúc âm khi bị rơi vào hoàn cảnh hoạn nạn hoặc khi bị bách hại vì niềm tin.
- Hạt giống rơi vào bụi gai biểu thị cho những người nghe và chấp nhận phúc âm, nhưng lại để những lo toan về đời này cùng lòng ham mê tiền bạc làm nghẹt ngòi hạt giống đức tin.
- Hạt giống rơi trên đất màu mỡ biểu thị cho những người nghe phúc âm và thấu hiểu với cả tấm lòng, và Lời của Thiên Chúa kết quả sai trái trong đời sống của họ.